# Адриана Каселоти
Адриана Каселоти (на английски: Adriana Caselotti) е американска актриса и певица. Тя озвучава главната героиня в първия пълнометражен анимационен филм на Уолт Дисни Снежанка и седемте джуджета, за който е обявена за Легенда на Дисни през 1994 г., което я прави първата актриса, наречена така.

## Биография
Адриана Каселоти е родена в Бриджпорт, Кънектикът в италиано-американско семейство. Баща ѝ, Гидо Каселоти, е имигрант от Удине и работи като учител по музика и вокален педагог. Майка ѝ, Мария Орефиче, от Неапол, е певица в Кралския оперен театър в Рим. По-голямата ѝ сестра, Луиз, е оперна певица и дава уроци по пеене (например на Мария Калас). Когато Каселоти е на седем години, семейството ѝ напуска Кънектикът и заминава за Италия, докато майка ѝ гастролира с оперна компания. Каселоти получава образование в италианския манастир „Сан Гетулио“, близо до Рим, докато майка ѝ е играла в операта. Когато три години по-късно семейството ѝ се завръща в Ню Йорк, Каселоти учи отново английски език и учи пеене при баща си.
През 1934 г. Каселоти посещава гимназия в Холивуд, където пее в клуб и играе ролята на Фифи Фрико в мюзикъла Красавицата от Ню Йорк.

## Кариера
През 1935 г., след като за кратко работи като момиче в хор и певица в Метро-Голдуин-Майер, Уолт Дисни наема Каселоти да озвучи героинята Снежанка. За работа по филма са ѝ платени общо 970 долара (еквивалентно на 17 251 долара през 2019 г.). Тя не е кредитирана и има проблеми с намирането на нови професионални възможности по-късно в живота си. Джак Бени специално споменава, че е поискал от Дисни разрешение да я използва в радиопредаването си и му е казано: „Съжалявам, но този глас не може никъде да се използва. Не искам да развалям илюзията за Снежанка“. След филма на Дисни Каселоти има само два работни ангажимента. Първият е в Магьосникът от Оз (1939) на MGM, в който не е кредитирана. Тя озвучава Жулиета по време на песента на Тенекиения човек, Ако само имах сърце, изричайки репликата „Защо си Ромео?“. През 1946 г. тя има некредитирана роля във филма на Франк Капра Животът е прекрасен, пеейки в бара на Мартини, докато Джеймс Стюарт се моли.
Адриана Каселоти се появява в няколко рекламни кампании на Снежанка и седемте джуджета, в които подписва сувенири. На 22 ноември 1972 г. (Деня на благодарността) тя участва в предаването Часът на Джули Андрюс, като изпява заедно с Джули Андрюс песните I'm Wishing и Някой ден ще дойде моят принц. Каселоти гостува в шоуто на Майк Дъглас. По-късно пише книгата Обичаш ли да пееш?.
По-късно в живота тя продава автографи и също прави опит за оперна кариера. В началото на 90-те години, когато пещерата на Снежанка в Дисниленд е реконструирана, Каселоти презаписва I'm Wishing за кладенеца на Снежанка на 75-годишна възраст. През 1994 г. тя е обявена за Легенда на Дисни.

## Филмография
| Година | Филм                        | Роля                  | Бележки              |
| ------ | --------------------------- | --------------------- | -------------------- |
| 1935   | Naughty Marietta            | Танцуваща кукла       | Некредитирана        |
| 1937   | The Bride Wore Red          | Първото селско момиче | Некредитирана        |
| 1937   | Снежанка и седемте джуджета | Снежанка              | По-късно кредитирана |
| 1939   | Магьосникът от Оз           | Жулиета               | Некредитирана        |
| 1942   | We Were Dancing             | Оперна певица         | Некредитирана        |
| 1946   | Животът е прекрасен         | Певицата от бара      | Некредитирана        |